# دومین لشکرکشی مونجامیونگ به بکجه
دومین لشکرکشی مونجامیونگ به بکجه،سری دوم اقدامات نظامی امپراتور مونجامیونگ علیه بکجه بود که در ۵۰۶ و ۵۰۷ میلادی رخ داد.

## شرح نبرد
در نوامبر ۵۰۶ میلادی، گوگوریو به باکجه حمله کرد. با این حال، این حمله به دلیل بارش برف سنگین و سرمازدگی سربازان گوگوریو، بدون دستاورد خاصی پایان یافت و نیروهای گوگوریو مجبور به عقب‌نشینی شدند.
در اکتبر ۵۰۷ میلادی، نیروهای گوگوریو به همراه متحدان مالگال خود، به سمت هان‌سونگ باکجه پیشروی کردند و در پای کوه هوانگ‌ئاک مستقر شدند تا به این قلعه حمله کنند. با این حال، نیروهای باکجه تحت فرماندهی مستقیم پادشاه مور‌یونگ، حمله‌ای متقابل را آغاز کردند. این حمله بکجه موفقیت‌آمیز بود و نیروهای گوگوریو و مالگال مجبور به عقب‌نشینی شدند. این نبرد در دوره‌ای رخ داد که پادشاه مور‌یونگ بکجه را به سمت احیای قدرت سوق می‌داد.